# Kaló Ferenc
Kaló Ferenc (Novaj, 1942. november 16. – 2023. július 12.) magyar történész, az Eszterházy Károly Katolikus Egyetem rektorhelyettese, tanszékvezető főiskolai tanár. A novaji Jubileum Alapítvány kuratóriumának elnöke.

## Életpályája
Szülei: Kaló Ferenc és Vadász Margit. 1961–1967 között a Kossuth Lajos Tudományegyetem Bölcsészettudományi Karának történelem-orosz szakos hallgatója volt. 1967–1968 között a füzesabonyi gimnáziumban oktatott. 1968–1972 között az egri Dobó István Gimnázium tanára volt. 1972–1987 között a Ho Si Minh Tanárképző Főiskola orosz tanszékén, 1987 óta egyetemes történelem tanszékén oktat. 1993–2007 között tanszékvezető. 1994-től oktatási főigazgató-helyettes, majd rektorhelyettes volt. 1996-tól főiskolai tanár.
Kutatási területe az emigrációban élő Alekszandr Ivanovics Herzen munkássága, az 1848-as forradalom és szabadságharc, valamint az orosz jobbágyfelszabadítás.

## Magánélete
1965-ben házasságot kötött Nagy Gabriellával. Két gyermekük született; Péter (1968) és Krisztina (1970).

## Művei
- Kaló Ferenc–T. Nádasi Magdolna: Orosz nyelvi jegyzet; Tankönyvkiadó, Bp., 1980
- Az esztétika, a művészet néhány kérdése és a kultúra távlatai A. I. Herzen megvilágításában (1984)
- Turgenyev és Herzen (1986)
- A Kolokol és az orosz jobbágyfelszabadítás (1992)
- Történelmi és/vagy vallási tárgyú festészet? (1993)
- Nyugat-Európa és/vagy Oroszország (1994)
- Franciaország és Itália 1848 előestéjén (1994)
- A New Chapter in History (1995)
- „…Örök hála az itáliai risorgimentónak…” (1996)
- A. I. Herzen és az 1848-as francia forradalom (1997)
- Irodalomkritika és/vagy korkép Oroszországról? (1999)
- A nyugatos tábortól az orosz szocializmusig (2001)
- A dekabrista felkelés utáni korhangulathoz (2006)

## Díjai, kitüntetései
- Miniszteri Dicséret (1979)
- Kiváló Munkáért (1986)
- Szakszervezeti Mozgalmi Munkáért (1986)
- Eszterházy Károly-emlékérem (1992)
- Pro Academia Pedagogica Agriensi (1997)
- Eger Város Oktatás- és Nevelésügyéért (2003)
- A Magyar Érdemrend lovagkeresztje (2003)
- OKM Miniszteri elismerés (2006)
- Pap István-díj (2012)[2]